# California State Route 2

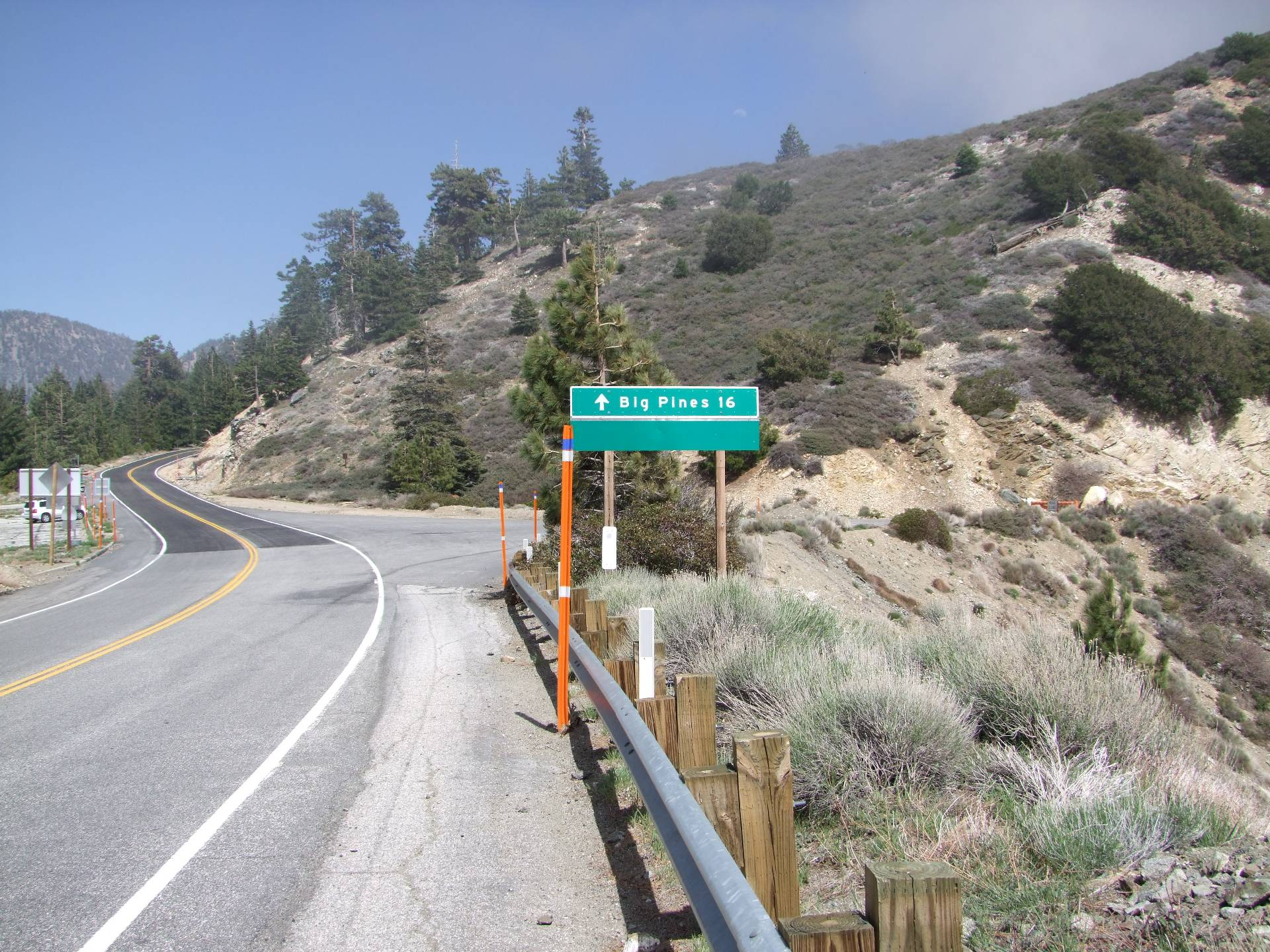
Eastbound California State Route 2 an der Kreuzung zur California State Route 39 im Angeles National Forest

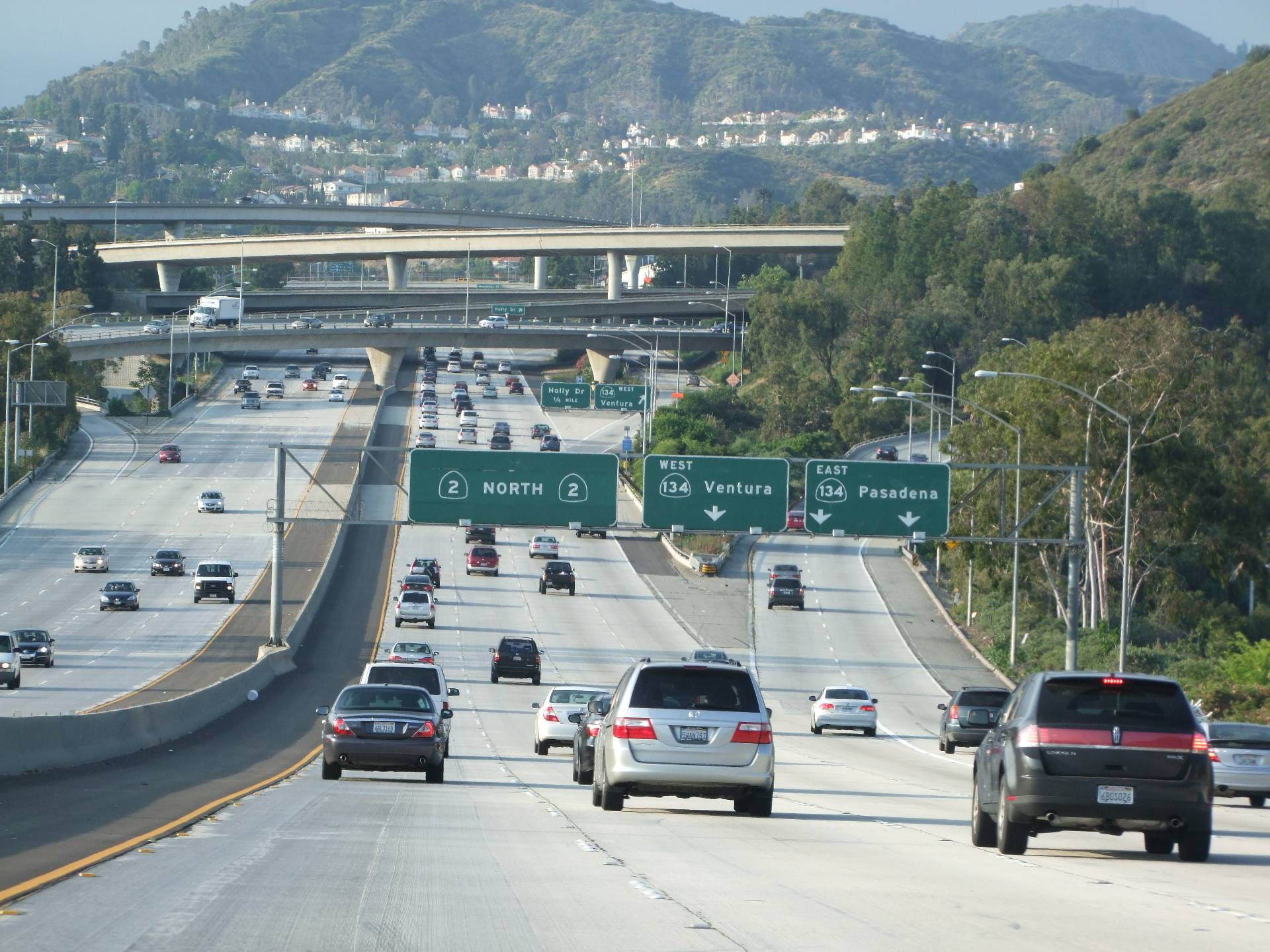
Eastbound California State Route 2 an der Kreuzung zur California State Route 134

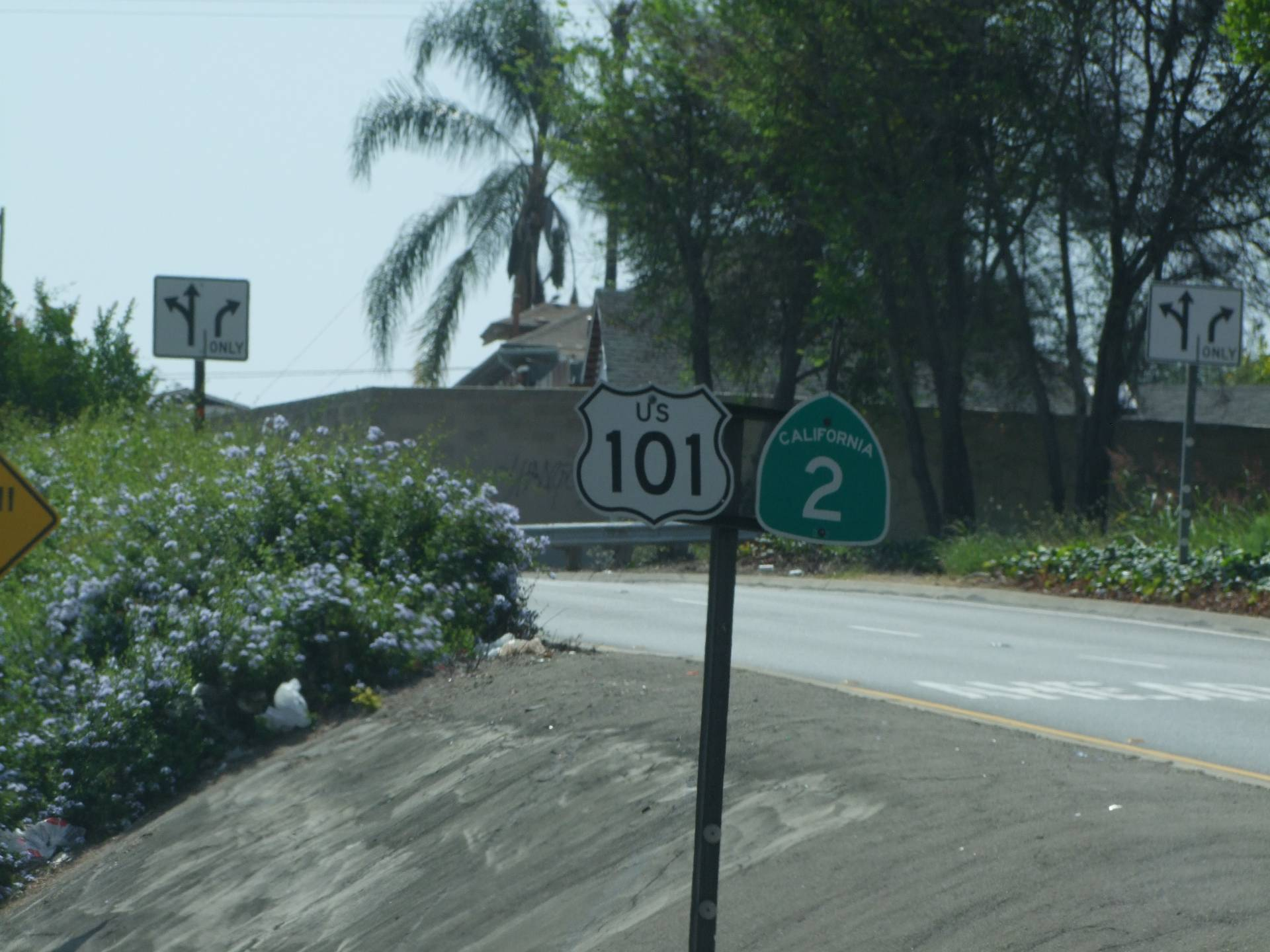
US 101 und California State Route 2 teilen sich zwischen Santa Monica Boulevard und Alvarado Street den Asphalt

Die California State Route 2 (kurz CA 2) ist eine State Route im US-Bundesstaat Kalifornien, die in West-Ost-Richtung verläuft. Teilstrecken verlaufen auf der US Route 101 und dem Foothill Freeway.

## Verlauf
Die State Route beginnt in Santa Monica direkt am Pazifik, an der Kreuzung von Ocean Avenue und Santa Monica Boulevard. Von hier verläuft sie nordöstlich auf dem Santa Monica Blvd., bis sie West Hollywood erreicht. Auf ihrem Weg kreuzt sie den San Diego Freeway und den Wilshire Boulevard in Beverly Hills. Von der Kreuzung Holloway Drive in West Hollywood bewegt sich die State Route weiter ostwärts auf dem Santa Monica Blvd., bis sie nach Passieren des Hollywood Forever Cemetery auf den U.S. Highway 101 trifft.
Hier vereinigt sie sich mit dem Highway 101 und folgt ihm südostwärts bis zum Alvarado Street Exit. Dort verlässt die State Route den Highway wieder, um in nördlicher Richtung, quer durch Echo Park, den Glendale Freeway anzusteuern. Auf dem als Glendale Freeway bezeichneten Abschnitt, werden in nordöstlicher Richtung verlaufend, der Golden State Freeway und der Ventura Freeway gekreuzt. Nachdem die State Route den Ventura Freeway gekreuzt hat, durchquert sie den östlichen Teil der Stadt Glendale und trifft, nach ungefähr vier Meilen, auf den Foothill Freeway in der Stadt La Cañada Flintridge. Hier vereinigt sie sich für eine 3/4 Meile mit dem Foothill Freeway und verlässt ihn am Angeles Crest Exit wieder. Auf dem Angeles Crest Highway verlässt die State Route den Großstadtbereich und erreicht den Angeles National Forest in den San Gabriel Mountains. Hier windet sie sich, für den Rest der Strecke, auf vielen engen Kurven durch das Gebirge und passiert auf dem Dawson Saddle den höchsten Punkt (2395 m) der ganzen Strecke. Wetterbedingt sind große Teile der State Route in den San Gabriel Mountains von Mitte Dezember bis Mitte Mai gesperrt. Auf dem Islip Saddle besteht eine Kreuzung mit der CA-39, welche jedoch nicht genutzt werden kann, da der nördliche Teil der CA-39 gesperrt ist. Die State Route 2 findet ihr östliches Ende an der Kreuzung mit der CA-138 kurz hinter der Stadt Wrightwood.